# بورنیتسه
بورنیتسه (به چکی: Buřenice) یک منطقهٔ مسکونی در جمهوری چک است که در ناحیه پلهریموو واقع شده‌است. بورنیتسه ۲۲۱ نفر جمعیت دارد.